# 腺毛加查乌头
腺毛加查乌头（学名：Aconitum chiachaense var. glandulosum）为毛茛科乌头属下的一个变种。

## 扩展阅读
- 維基物種上的相關：腺毛加查乌头